# Stiplovšek
Stiplovšek je priimek več znanih Slovencev:
- Franjo Stiplovšek (1898—1963), slikar in grafik, muzealec
- Iva Stiplovšek (r. Lavrič) (1904—2001), umetnostna zgodovinarka, muzealka
- Miroslav Stiplovšek (1935—2025), zgodovinar, univ. profesor